# Liste der Kulturdenkmale in Ilsenburg (Harz)
In der Liste der Kulturdenkmale in Ilsenburg (Harz) sind alle  Kulturdenkmale der Gemeinde Ilsenburg (Harz) und ihrer Ortsteile aufgelistet. Grundlage ist das Denkmalverzeichnis des Landes Sachsen-Anhalt, das auf Basis des Denkmalschutzgesetzes des Landes Sachsen-Anhalt vom 21. Oktober 1991 durch das Landesamt für Denkmalpflege und Archäologie Sachsen-Anhalt erstellt und seither laufend ergänzt wurde (Stand: 31. Dezember 2024).

## Kulturdenkmale nach Ortsteilen

### Ilsenburg (Harz)
| Lage                                                                                    | Bezeichnung                    | Beschreibung | Erfassungs- nummer | Ausweisungsart               | Bild                    |
| --------------------------------------------------------------------------------------- | ------------------------------ | --- | ------------------ | ---------------------------- | ----------------------- |
| Stadtgebiet (Karte)                                                                     | Wasserhaltung                  | Teich- und Grabensystem | 094 25235          | Denkmalbereich               | Weitere Bilder          |
| Park an der Marienkirche (Karte)                                                        | Kriegerdenkmal                 | Gefallenendenkmal 1914–1918 | 094 03376          | Baudenkmal                   | Weitere Bilder          |
| Richtung Suental, am Suenbeek weiter in den Wald (Karte)                                | Mühle                          | Tonmühle, ca. 1,5 km westlich der Ortslage im Wald | 094 56031          | Baudenkmal                   | BW                      |
| Zwischen Ilsenburg und Bad Harzburg (Karte)                                             | Eckertalsperre                 | | 107 25002          | Baudenkmal                   | Weitere Bilder          |
| Auf der See 3 (Karte)                                                                   | Wohnhaus                       | | 094 25006          | Baudenkmal                   | Weitere Bilder          |
| Auf der See 10, 11, 12 (Karte)                                                          | Straßenzeile                   | | 094 25007          | Denkmalbereich               | Weitere Bilder          |
| Auf der See 16 (Karte)                                                                  | Elektrizitätswerk              | | 094 97352          | Baudenkmal                   | Weitere Bilder          |
| Auguststraße 1 Karl-Marx-Straße 13, 14, 15, 16, 17 (Karte)                              | Straßenzeile                   | | 094 03512          | Denkmalbereich               | Weitere Bilder          |
| Blaue-Stein-Straße 15 (Karte)                                                           | Villa                          | Villa „Lug ins Land“ | 094 25310          | Baudenkmal                   | Weitere Bilder          |
| Buchbergstraße 10 (Karte)                                                               | Wohnhaus                       | | 094 97502          | Baudenkmal                   | Weitere Bilder          |
| Buchbergstraße 12 (Karte)                                                               | Wohnhaus                       | | 094 03395          | Baudenkmal                   | Wohnhaus                |
| Buchbergstraße 28 (Karte)                                                               | Wohnhaus                       | | 094 03396          | Baudenkmal                   | Weitere Bilder          |
| Buchbergstraße 29 (Karte)                                                               | Wohnhaus                       | | 094 03918          | Baudenkmal                   | Weitere Bilder          |
| Buchbergstraße 55 (Karte)                                                               | Wohnhaus                       | | 094 97503          | Baudenkmal                   | Weitere Bilder          |
| Buchbergstraße 66, 67 (Karte)                                                           | Häusergruppe                   | | 094 03385          | Baudenkmal                   | Weitere Bilder          |
| Buchbergstraße 68 bis 78 (Karte)                                                        | Straßenzeile                   | | 094 97517          | Denkmalbereich               | Weitere Bilder          |
| Buchbergstraße 84 (Karte)                                                               | Pension                        | | 094 25008          | Baudenkmal                   | Weitere Bilder          |
| Buchbergstraße 85 (Karte)                                                               | Wohnhaus                       | | 094 25009          | Baudenkmal                   | Weitere Bilder          |
| Buchbergstraße 87 (Karte)                                                               | Wohn- und Geschäftshaus        | | 094 03392          | Baudenkmal                   | Weitere Bilder          |
| Eduard-Schott-Straße 1 bis 4 (Karte)                                                    | Hüttenwerk                     | Fürst-Stolberg-Hütte | 094 03381          | Baudenkmal                   | Weitere Bilder          |
| Faktoreistraße 4 (Karte)                                                                | Wohnhaus                       | | 094 25010          | Baudenkmal                   | Weitere Bilder          |
| Faktoreistraße 29 (Karte)                                                               | Bauernhof                      | Libbertsches Haus | 094 03405          | Baudenkmal                   | Weitere Bilder          |
| Faktoreistraße 4a bis 4g (Karte)                                                        | Faktorei                       | | 094 03415          | Baudenkmal                   | Weitere Bilder          |
| Friedenstraße 1 (Karte)                                                                 | Wohnhaus                       | | 094 03406          | Baudenkmal                   | Weitere Bilder          |
| Friedenstraße 38 (Karte)                                                                | Schäferei                      | | 094 25437          | Baudenkmal                   | Weitere Bilder          |
| Friedenstraße 46 (Karte)                                                                | Wohnhaus                       | | 094 25011          | Baudenkmal                   | Weitere Bilder          |
| Friedrichstraße 15, 16, 17 (Karte)                                                      | Häusergruppe                   | | 094 03375          | Denkmalbereich               | Weitere Bilder          |
| Grüne Straße 17 (Karte)                                                                 | Wohnhaus                       | | 094 03426          | Baudenkmal                   | Weitere Bilder          |
| Grüne Straße 34 (Karte)                                                                 | Wohnhaus                       | Bleysches Haus | 094 03427          | Baudenkmal                   | Weitere Bilder          |
| Harzburger Straße Beidseits der Harzburger Straße, westlich des Forellenteiches (Karte) | Park                           | Bürgerpark, Geschwister Scholl Park | 094 25450          | Baudenkmal                   | Weitere Bilder          |
| Harzburger Straße Im Park an der Nordseite der Harzburger Straße (Karte)                | Radstube                       | Radstube des "Fürstl. Stolb. Walzwerk", letztes Zeugnis des ehemaligen Oberhammers. | 094 03410          | Baudenkmal                   | Weitere Bilder          |
| Harzburger Straße 4, 5 (Karte)                                                          | Häusergruppe                   | Doppelhaus, Häusergruppe | 094 03408          | Baudenkmal                   | Weitere Bilder          |
| Harzburger Straße 30 (Karte)                                                            | Villa                          | | 094 03407          | Baudenkmal                   | Weitere Bilder          |
| Harzburger Straße 31 (Karte)                                                            | Villa                          | | 094 03409          | Baudenkmal                   | Weitere Bilder          |
| Hochofenstraße 1 (Karte)                                                                | Postamt                        | | 094 97353          | Baudenkmal                   | Postamt                 |
| Hochofenstraße 27 (Karte)                                                               | Wohn- und Geschäftshaus        | | 094 03387          | Baudenkmal                   | Wohn- und Geschäftshaus |
| Hochofenstraße 31a, 31b (Karte)                                                         | Mühle                          | Papiermühle | 094 03380          | Baudenkmal                   | Mühle                   |
| Ilsetal (Karte)                                                                         | Prinzess Ilse Quelle           | Brunnenhaus der Prinzess Ilse Quelle | 094 25439          | Baudenkmal                   | Prinzess Ilse Quelle    |
| Ilsetal (Karte)                                                                         | Ilsestein                      | Denkmal, 1814 errichtetes Kreuz auf dem Ilsestein | 094 25012          | Baudenkmal                   | Weitere Bilder          |
| Ilsetal 2 (Karte)                                                                       | Zanthierhaus                   | historischer Forsthof und ehemalige Forstakademie, Wirkungsstätte des Oberforstmeisters Hans Dietrich von Zanthier, heute Wohnhaus | 094 03413          | Baudenkmal                   | Weitere Bilder          |
| Ilsetal 4 (Karte)                                                                       | Forsthaus                      | Forsthaus | 094 03397          | Baudenkmal                   | Weitere Bilder          |
| Ilsetal 5 (Karte)                                                                       | Forsthof                       | | 094 25438          | Baudenkmal                   | Forsthof                |
| Ilsetal 10, 11, 12 Oberes Ilsetal (Karte)                                               | Obere Sägemühle                | Sägewerk | 094 03382          | Baudenkmal                   | Obere Sägemühle         |
| Ilsetal 20, 20a (Karte)                                                                 | Sägewerk                       | | 094 03424          | Baudenkmal                   | Sägewerk                |
| Ilsetal 21 (Karte)                                                                      | Schmiede                       | Alte Nagelschmiede, auch Nagelhütte genannt, mit dazugehörigem Teich | 094 03416          | Baudenkmal                   | Weitere Bilder          |
| Karl-Marx-Straße 25 (Karte)                                                             | Bahnhof                        | | 094 03398          | Baudenkmal                   | Weitere Bilder          |
| Kastanienallee (Karte)                                                                  | Allee                          | | 094 25451          | Baudenkmal                   | Weitere Bilder          |
| Kastanienallee 19, 19a (Karte)                                                          | Villa                          | | 094 03388          | Baudenkmal                   | Weitere Bilder          |
| Kastanienallee 32, 32a (Karte)                                                          | Erholungsheim                  | Eisenbahnerheim | 094 03389          | Baudenkmal                   | Weitere Bilder          |
| Kastanienallee 52 (Karte)                                                               | Brauerei                       | | 094 97356          | Baudenkmal                   | Weitere Bilder          |
| Kroatenstraße 2d (Karte)                                                                | Unterhammer                    | Hammerwerk | 094 03404          | Baudenkmal                   | Weitere Bilder          |
| Kroatenstraße 3, 4, 4a, 5, 6 (Karte)                                                    | Häusergruppe                   | | 094 25013          | Denkmalbereich               | Weitere Bilder          |
| Marienhöfer Straße 10 bis 17, 17a, 18 (Karte)                                           | Straßenzeile                   | | 094 25015          | Denkmalbereich               | Weitere Bilder          |
| Marienhöfer Straße 9a (Karte)                                                           | Stall                          | Marienhof | 094 03422          | Baudenkmal                   | Weitere Bilder          |
| Marienhöfer Straße 9a, 9b, 9c, 9e (Karte)                                               | Domäne                         | Marienhof mit Wirtschaftsgebäude 2a und b, Hoflinde und ehem. Gartenmauer entlang der Südseite der Kroatenstraße von Marienhof 2b bis zur Brücke | 094 25440          | Denkmalbereich               | Weitere Bilder          |
| Marienhöfer Straße 9b (Karte)                                                           | Herrenhaus                     | Marienhof | 094 03423          | Baudenkmal                   | Weitere Bilder          |
| Marienhöfer Straße 9e (Karte)                                                           | Wohnhaus                       | | 094 25014          | Baudenkmal                   | Weitere Bilder          |
| Marienhöfer Straße 9f am Markt (Karte)                                                  | Gasthaus                       | ehem. Stelzenkrug | 094 97516          | Baudenkmal                   | Gasthaus                |
| Marktplatz 5 (Karte)                                                                    | Apotheke                       | Hirsch-Apotheke | 094 03401          | Baudenkmal                   | Weitere Bilder          |
| Marktplatz 1, 2, 3, 4 (Karte)                                                           | Marktplatz                     | | 094 25016          | Denkmalbereich               | Weitere Bilder          |
| Mühlenstraße 13, 13a, 13b, 14 (Karte)                                                   | Hotel                          | ehem. Deutsches Haus, in besonderer Lage unterhalb von Schloss Ilsenburg | 094 97357          | Baudenkmal                   | Weitere Bilder          |
| Mühlenstraße 15a, 16 Gegenüber der Schlossmühle (Karte)                                 | Crola-Haus                     | Künstlerheim der Familie Crola von 1840-1897. Das repräsentatives Fachwerkhaus des 17. Jahrhunderts wurde vom gräflichen Hofrath Joh. Tob. Haberstroh erbaut. | 094 03418          | Baudenkmal                   | Weitere Bilder          |
| Mühlenstraße 17c (Karte)                                                                | Schloßmühle                    | Das Objekt wurde 1003 als Mahlmühle des Klosters erstmals erwähnt. Nach gräflicher Bewirtschaftung wurde es eine begehrte Pachtmühle der Bürger. Die Mühle nutzt die Wasserkraft der Ilse über einen Mühlgraben mit einem Wasserrad von 6,50 Meter Durchmesser. 1929 wurde sie von Müllermeister Christian Abel erworben und mit der Familie bis 1974 bewirtschaftet. Danach erfolgte ein Umbau als Wohnhaus. | 094 03412          | Baudenkmal                   | Weitere Bilder          |
| Mühlenstraße 28 (Karte)                                                                 | Wohnhaus                       | Haus Mesche, unmittelbar an der Krugbrücke gelegen | 094 03373          | Baudenkmal                   | Weitere Bilder          |
| Pfarrstraße (Karte)                                                                     | Krugbrücke                     | Brücke | 094 03419          | Baudenkmal                   | Weitere Bilder          |
| Pfarrstraße 1, 2, 3, 4, 4a, 5, 6, 7, 10, 11, 12, 13, 14, 15, 16, 17, 18 (Karte)         | Straßenzug                     | Straßenzug 2024 als Denkmal ausgewiesen | 094 25017          | Denkmalbereich               | BW                      |
| Pfarrstraße 2 (Karte)                                                                   | Wohnhaus                       | Wohnhaus | 094 25441          | Baudenkmal                   | Weitere Bilder          |
| Pfarrstraße 10 (Karte)                                                                  | Gasthaus                       | Brauner Hirsch ehem. Oberkrug | 094 03414          | Baudenkmal                   | Weitere Bilder          |
| Pfarrstraße 14 (Karte)                                                                  | Pfarrhaus                      | | 094 03399          | Baudenkmal                   | Weitere Bilder          |
| Plessenburg 1, 2 (Karte)                                                                | Plessenburg                    | Ehemaliger Jagdhof | 094 25442          | Baudenkmal                   | Weitere Bilder          |
| Pulvermühle 8, 8a, 9, 10, 11, 12, 13, 14, 15 Außerhalb der Ortslage (Karte)             | Häusergruppe                   | | 094 97358          | Denkmalbereich               | Weitere Bilder          |
| Punierstraße 14 (Karte)                                                                 | Krankenhaus                    | Emmastift | 094 97359          | Baudenkmal                   | Weitere Bilder          |
| Punierstraße 17 (Karte)                                                                 | Wohnhaus                       | Altenstübchen, auch Crola-Stift | 094 03511          | Baudenkmal                   | Weitere Bilder          |
| Punierstraße 23 (Karte)                                                                 | Villa                          | Ottilienruh, Villa von der Straße aus nicht einsehbar | 094 03372          | Baudenkmal                   | Weitere Bilder          |
| Rudolf-Breitscheid-Straße 2 (Karte)                                                     | Wohnhaus                       | | 094 03386          | Baudenkmal                   | Weitere Bilder          |
| Rudolf-Breitscheid-Straße 1 bis 10, 16 bis 21 (Karte)                                   | Straßenzug                     | | 094 25018          | Denkmalbereich               | Weitere Bilder          |
| Schickendamm 11 (Punierstraße 11) (Karte)                                               | Wohnhaus                       | | 094 03919          | Baudenkmal                   | Weitere Bilder          |
| Schloßstraße (Karte)                                                                    | Friedhof                       | Kreuzfriedhof | 094 03402          | Baudenkmal                   | Weitere Bilder          |
| Schloßstraße (Karte)                                                                    | Marienkirche                   | Marienkirche Unser Lieben Frauen | 094 03428          | Baudenkmal                   | Weitere Bilder          |
| Schloßstraße (Karte)                                                                    | Kloster bzw. Schloss Ilsenburg | Kloster bzw. Schloss Ilsenburg | 094 03429          | Baudenkmal                   | Weitere Bilder          |
| Schloßstraße (Karte)                                                                    | Kirche                         | Kirche | 094 03429 001      | Teilobjekt eines Baudenkmals | Kirche                  |
| Schloßstraße 27, 28 (Karte)                                                             | Wohnhaus                       | Wohnhaus | 094 03365          | Baudenkmal                   | Weitere Bilder          |
| Stahlwerkstraße 1 bis 10 (Karte)                                                        | Häusergruppe                   | Arbeitersiedlung zum Stahlwerk | 094 97361          | Denkmalbereich               | Weitere Bilder          |
| Veckenstedter Weg Friedhof (Karte)                                                      | Friedhof                       | Städtischer Friedhof | 094 03403          | Baudenkmal                   | Weitere Bilder          |
| Vogelgesang 1 (Karte)                                                                   | Vogelmühle                     | Mühlenhof | 094 03390          | Baudenkmal                   | Weitere Bilder          |
| Vogelgesang 3 (Karte)                                                                   | Wohnhaus                       | | 094 25443          | Baudenkmal                   | Wohnhaus                |
| Vogelgesang 7 (Karte)                                                                   | Wohnhaus                       | | 094 03420          | Baudenkmal                   | Weitere Bilder          |
| Vogelgesang 8 (Karte)                                                                   | Wohnhaus                       | | 094 25444          | Baudenkmal                   | Weitere Bilder          |
| Vogelgesang 13 (Karte)                                                                  | Wohnhaus                       | | 094 03384          | Baudenkmal                   | Wohnhaus                |
| Waldhöhenstraße 14, 15, 16 (Karte)                                                      | Hotel                          | Waldhöhe | 094 03393          | Baudenkmal                   | Weitere Bilder          |
| Wernigeröder Straße 1 (Karte)                                                           | Wohnhaus                       | | 094 03378          | Baudenkmal                   | Wohnhaus                |

### Darlingerode
| Lage                                          | Bezeichnung             | Beschreibung                                               | Erfassungs- nummer | Ausweisungsart | Bild           |
| --------------------------------------------- | ----------------------- | ---------------------------------------------------------- | ------------------ | -------------- | -------------- |
| Am Park 1 (Karte)                             | Wohnhaus                |                                                            | 094 25400          | Baudenkmal     | Weitere Bilder |
| Am Park 1, 2, 3 (Karte)                       | Domäne                  | gräfliche Domäne                                           | 094 00819          | Denkmalbereich | Weitere Bilder |
| Auf der Heide 2 (Karte)                       | Wohnhaus                |                                                            | 094 02756          | Baudenkmal     | Weitere Bilder |
| Auf der Heide 4 (Karte)                       | Wohnhaus                |                                                            | 094 02755          | Baudenkmal     | Weitere Bilder |
| Auf der Heide 2, 4, 6, 8, 10, 12, 14 (Karte)  | Straßenzeile            |                                                            | 094 02757          | Denkmalbereich | Weitere Bilder |
| Bokestraße (Karte)                            | St. Katharinen          | St. Katharinen                                             | 094 00568          | Baudenkmal     | Weitere Bilder |
| Bokestraße 1, 2, 3, 5 (Karte)                 | Häusergruppe            |                                                            | 094 00842          | Denkmalbereich | Häusergruppe   |
| Bokestraße 13 (Karte)                         | Pfarrhof                |                                                            | 094 00642          | Baudenkmal     | Pfarrhof       |
| Bokestraße 15 (Karte)                         | Wohnhaus                |                                                            | 094 25401          | Baudenkmal     | Wohnhaus       |
| Bokestraße 17 (Karte)                         | Bauernhof               |                                                            | 094 02745          | Baudenkmal     | Bauernhof      |
| Bokestraße 20 (Karte)                         | Bauernhof               |                                                            | 094 02749          | Baudenkmal     | Bauernhof      |
| Dorfstraße (Karte)                            | Sankt-Laurentius-Kirche | St. Laurentius                                             | 094 00529          | Baudenkmal     | Weitere Bilder |
| Dorfstraße 6 (Karte)                          | Bauernhof               |                                                            | 094 00177          | Baudenkmal     | Weitere Bilder |
| Dorfstraße 10 (Karte)                         | Mühlenhof               |                                                            | 094 00222          | Baudenkmal     | Weitere Bilder |
| Dorfstraße 12, 14, 21, 23, 25 (Karte)         | Häusergruppe            |                                                            | 094 00652          | Denkmalbereich | Häusergruppe   |
| Friedensstraße Friedhof (Karte)               | Kriegerdenkmal          | Denkmal für die Gefallenen des Ersten Weltkrieges          | 094 00818          | Baudenkmal     | Weitere Bilder |
| Friedensstraße Friedhof (Karte)               | Gerichtsstätte          |                                                            | 094 25402          | Kleindenkmal   | Weitere Bilder |
| Friedensstraße 1 (Karte)                      | Schmiede                |                                                            | 094 02759          | Baudenkmal     | Weitere Bilder |
| Friedensstraße 10 (Karte)                     | Wohnhaus                |                                                            | 094 02754          | Baudenkmal     | Wohnhaus       |
| Friedensstraße 8 (Karte)                      | Gasthof                 | ehemals Friedensstraße 33                                  | 094 02758          | Baudenkmal     | Weitere Bilder |
| Goetheweg 25 Ecke Oehrenfelder Weg (Karte)    | Hotel                   | ehemaliger Prinz Botho                                     | 094 00570          | Baudenkmal     | Weitere Bilder |
| Hirtengasse 2 (Karte)                         | Wohnhaus                |                                                            | 094 00280          | Baudenkmal     | Weitere Bilder |
| Im Winkel 3 (Karte)                           | Bauernhof               | Hof des Deutschen Ordens                                   | 094 03161          | Baudenkmal     | Weitere Bilder |
| Lindenallee 1 (Karte)                         | Forsthaus               | Forsthaus Oehrenfeld                                       | 094 25403          | Baudenkmal     | Weitere Bilder |
| Lindenallee 1 (Karte)                         | Jagdzeughaus            | Jagdzeughaus Oehrenfeld                                    | 094 14353          | Baudenkmal     | Weitere Bilder |
| Mühlenstraße 1 (Karte)                        | Bauernhaus              |                                                            | 094 02753          | Baudenkmal     | Bauernhaus     |
| Mühlenstraße 1, 2, 4 (Karte)                  | Häusergruppe            |                                                            | 094 00639          | Denkmalbereich | Häusergruppe   |
| Neuer Weg 3 (Karte)                           | Bauernhof               |                                                            | 094 00641          | Baudenkmal     | Weitere Bilder |
| Oehrenfelder Weg 1 (Karte)                    | Bauernhof               |                                                            | 094 02760          | Baudenkmal     | Weitere Bilder |
| Oehrenfelder Weg 4 (Karte)                    | Gasthof                 |                                                            | 094 00006          | Baudenkmal     | Weitere Bilder |
| Oehrenfelder Weg 10 (Karte)                   | Bauernhof               |                                                            | 094 00084          | Baudenkmal     | Weitere Bilder |
| Oehrenfelder Weg 31a (Lindenallee 22) (Karte) | Gasthof                 | ehemals Waldhaus Oehrenfeld; neue Anschrift Lindenallee 22 | 094 00327          | Baudenkmal     | Weitere Bilder |
| Straße der Republik (Karte)                   | Kriegerdenkmal          | Denkmal für die Gefallenen des Ersten Weltkrieges          | 094 25399          | Baudenkmal     | Weitere Bilder |
| Straße der Republik 29 (Karte)                | Wohnhaus                |                                                            | 094 00454          | Baudenkmal     | Wohnhaus       |
| Straße der Republik 32 (Karte)                | Bauernhof               |                                                            | 094 00439          | Baudenkmal     | Weitere Bilder |
| Straße der Republik 33 (Karte)                | Edelhof                 |                                                            | 094 00369          | Baudenkmal     | Weitere Bilder |

### Drübeck
| Lage                           | Bezeichnung               | Beschreibung                                                 | Erfassungs- nummer | Ausweisungsart               | Bild           |
| ------------------------------ | ------------------------- | ------------------------------------------------------------ | ------------------ | ---------------------------- | -------------- |
| Am Kamp 5 (Karte)              | Vereinshaus               | Vereinshaus                                                  | 094 03215          | Baudenkmal                   | Weitere Bilder |
| Backhausgasse 1 (Karte)        | Wohnhaus                  | Wohnhaus                                                     | 094 03203          | Baudenkmal                   | Weitere Bilder |
| Backhausgasse 4 (Karte)        | Bauernhof                 |                                                              | 094 03214          | Baudenkmal                   | Weitere Bilder |
| Backhausgasse 5 (Karte)        | Bauernhaus                |                                                              | 094 03213          | Baudenkmal                   | Weitere Bilder |
| Backhausgasse 7 (Karte)        | Wohnhaus                  |                                                              | 094 03211          | Baudenkmal                   | Weitere Bilder |
| Backhausgasse 8 (Karte)        | Wohnhaus                  |                                                              | 094 03209          | Baudenkmal                   | Weitere Bilder |
| Backhausgasse 9 (Karte)        | Bauernhaus                |                                                              | 094 03210          | Baudenkmal                   | Weitere Bilder |
| Hauptstraße (Karte)            | Kriegerdenkmal Drübeck    | Gefallenendenkmal 1914/18 und 1945                           | 094 03174          | Baudenkmal                   | Weitere Bilder |
| Hauptstraße 1 (Karte)          | Bauernhof                 |                                                              | 094 00843          | Baudenkmal                   | Weitere Bilder |
| Hauptstraße 6 (Karte)          | Wirtschaftsgebäude        |                                                              | 094 03149          | Baudenkmal                   | Weitere Bilder |
| Hauptstraße 7 (Karte)          | Gemeindekrug Drübeck      | Gasthof, zweigeschossiges Fachwerkhaus aus den 1820er Jahren | 094 03150          | Baudenkmal                   | Weitere Bilder |
| Hauptstraße 9 (Karte)          | Wohnhaus                  |                                                              | 094 03151          | Baudenkmal                   | Weitere Bilder |
| Hauptstraße 10 (Karte)         | Bauernhaus                |                                                              | 094 03152          | Baudenkmal                   | Weitere Bilder |
| Hauptstraße 18 (Karte)         | Bauernhof                 |                                                              | 094 03154          | Baudenkmal                   | Bauernhof      |
| Hauptstraße 29 (Karte)         | Bauernhaus                |                                                              | 094 03156          | Baudenkmal                   | Bauernhaus     |
| Ilsenburger Straße 1 (Karte)   | Wohnhaus                  |                                                              | 094 03207          | Baudenkmal                   | Weitere Bilder |
| Ilsenburger Straße 5 (Karte)   | Bauernhof                 |                                                              | 094 25396          | Baudenkmal                   | Weitere Bilder |
| Ilsenburger Straße 13 (Karte)  | Bauernhaus                |                                                              | 094 56508          | Baudenkmal                   | Weitere Bilder |
| Klostergarten 1 bis 6 (Karte)  | Kloster Drübeck           | Kloster                                                      | 094 03217          | Baudenkmal                   | Weitere Bilder |
| Klostergarten 3 bis 6 (Karte)  | Kirche                    | Kirche                                                       | 094 03217 001      | Teilobjekt eines Baudenkmals | Kirche         |
| Klostergarten 3 bis 6 (Karte)  | Garten                    | Garten                                                       | 094 03217 002      | Teilobjekt eines Baudenkmals | Garten         |
| Mühlenwinkel 10 (Karte)        | Bauernhof                 | Bauernhof                                                    | 094 03177          | Baudenkmal                   | Weitere Bilder |
| Osterbrink 3 (Karte)           | Wohnhaus                  |                                                              | 094 03172          | Baudenkmal                   | Weitere Bilder |
| Schmiedestraße 3 (Karte)       | Bauernhof                 |                                                              | 094 03219          | Baudenkmal                   | Weitere Bilder |
| Schmiedestraße 10 (Karte)      | Bauernhof                 |                                                              | 094 03194          | Baudenkmal                   | Weitere Bilder |
| Schmiedestraße 16 (Karte)      | Wohnhaus                  |                                                              | 094 03197          | Baudenkmal                   | Weitere Bilder |
| Schmiedestraße 18 (Karte)      | Bauernhof                 |                                                              | 094 03200          | Baudenkmal                   | Weitere Bilder |
| Schulstraße (Karte)            | Sankt-Bartholomäus-Kirche | St. Bartholomäus                                             | 094 03218          | Baudenkmal                   | Weitere Bilder |
| Schulstraße 3 bis 14 (Karte)   | Straßenzug                |                                                              | 094 03190          | Denkmalbereich               | Weitere Bilder |
| Schulstraße 3 (Karte)          | Bauernhof                 |                                                              | 094 25397          | Baudenkmal                   | Weitere Bilder |
| Schulstraße 4 (Karte)          | Wohnhaus                  |                                                              | 094 03159          | Baudenkmal                   | Weitere Bilder |
| Schulstraße 8 (Karte)          | Bauernhof                 |                                                              | 094 03163          | Baudenkmal                   | Weitere Bilder |
| Schulstraße 10 (Karte)         | Wohnhaus                  |                                                              | 094 03162          | Baudenkmal                   | Weitere Bilder |
| Schulstraße 12 (Karte)         | Pfarrhof                  |                                                              | 094 03367          | Baudenkmal                   | Weitere Bilder |
| Schulstraße 12a (Karte)        | Schule                    |                                                              | 094 03167          | Baudenkmal                   | Weitere Bilder |
| Schulstraße 13 (Karte)         | Wohnhaus                  |                                                              | 094 03168          | Baudenkmal                   | Weitere Bilder |
| Schulstraße 14 (Karte)         | Bauernhof                 |                                                              | 094 03169          | Baudenkmal                   | Weitere Bilder |
| Steinweg (Karte)               | Friedhof                  | Friedhof des evangelischen Klosterstifts                     | 094 03188          | Denkmalbereich               | Weitere Bilder |
| Steinweg 5 (Karte)             | Bauernhof                 |                                                              | 094 03182          | Baudenkmal                   | Weitere Bilder |
| Steinweg 5 bis 10 (Karte)      | Häusergruppe              |                                                              | 094 03192          | Denkmalbereich               | Weitere Bilder |
| Wernigeröder Straße 10 (Karte) | Bahnhof                   |                                                              | 094 03216          | Baudenkmal                   | Bahnhof        |

## Ehemalige Kulturdenkmale nach Ortsteilen
Die nachfolgenden Objekte waren ursprünglich ebenfalls denkmalgeschützt oder wurden in der Literatur als Kulturdenkmale geführt. Die Denkmale bestehen heute jedoch nicht mehr, ihre Unterschutzstellung wurde aufgehoben oder sie werden nicht mehr als Denkmale betrachtet.

### Ilsenburg (Harz)
| Lage                                                                                     | Bezeichnung      | Beschreibung                                           | Erfassungs- nummer | Ausweisungsart | Bild             |
| ---------------------------------------------------------------------------------------- | ---------------- | ------------------------------------------------------ | ------------------ | -------------- | ---------------- |
| Koordinaten fehlen! Hilf mit.                                                            | Altstadt         |                                                        | 094 03158          | Denkmalbereich | Altstadt         |
| Auf der See 2, 3, 4, 5, 10, 11, 12 (Karte)                                               | Straßenzeile     |                                                        | 094 03439          | Denkmalbereich | Weitere Bilder   |
| Bergstraße 1, 2, 8, 9, 10 (Karte)                                                        | Häusergruppe     |                                                        | 094 03437          | Denkmalbereich | Weitere Bilder   |
| Blaue-Stein-Straße 2–5, 20–22, 24, 25, 27–30, 32 (Karte)                                 | Wohnhaus         |                                                        | 094 03435          | Denkmalbereich | Weitere Bilder   |
| Buchbergstraße 44, 45, 46, 47, 48, 49, 50 (Karte)                                        | Straßenzeile     |                                                        | 094 97518          | Denkmalbereich | Weitere Bilder   |
| Harzburger Straße 1, 2 (Karte)                                                           | Wohnhaus         |                                                        | 094 00849          | Baudenkmal     | Weitere Bilder   |
| Ilsetal 2 (Karte)                                                                        | Gedenkstein      |                                                        | 094 97354          | Kleindenkmal   | Weitere Bilder   |
| Ilsetal 2a, 2b (Karte)                                                                   | Wohnhaus         |                                                        | 094 03411          | Baudenkmal     | Weitere Bilder   |
| Ilsetal 7 (Karte)                                                                        | Obere Drahthütte | Forsthaus                                              | 094 03425          | Baudenkmal     | Obere Drahthütte |
| Ilsetal 8 (Karte)                                                                        | Hotel Ilsestein  | Hotel                                                  | 094 03383          | Baudenkmal     | Hotel Ilsestein  |
| Karlstraße 1, 2, 3, 4, 5, 6, 7, 8, 9 (Karte)                                             | Straßenzeile     | Häuserreihe                                            | 094 03366          | Denkmalbereich | Weitere Bilder   |
| Kastanienallee 1, 2, 3, 4, 5, 6, 7, 8, 9, 39, 40, 41, 42, 43, 44, 45, 46, 47, 48 (Karte) | Straßenzug       |                                                        | 094 97355          | Denkmalbereich | Weitere Bilder   |
| Marktplatz 2 (Karte)                                                                     | Gasthaus         | Zu den roten Forellen                                  | 094 03421          | Baudenkmal     | Weitere Bilder   |
| Pfarrstraße 1 bis 7, 10 bis 17, (Karte)                                                  | Straßenzug       | Straßenzug 2023 aus dem Denkmalverzeichnis gestrichen. | 094 25017          | Denkmalbereich | Weitere Bilder   |
| Rudolf-Breitscheid-Straße 11 (Karte)                                                     | Schule           | Schule                                                 | 094 97360          | Baudenkmal     | Weitere Bilder   |
| Waldhöhenstraße 13 (Karte)                                                               | Villa            | kein direkter Zugang, Privatweg                        | 094 03394          | Baudenkmal     | Villa            |
| Wilhelmstraße 2, 3, 4, 5 (Karte)                                                         | Straßenzeile     |                                                        | 094 97362          | Denkmalbereich | Weitere Bilder   |

### Darlingerode
| Lage                                               | Bezeichnung  | Beschreibung | Erfassungs- nummer | Ausweisungsart | Bild           |
| -------------------------------------------------- | ------------ | --- | ------------------ | -------------- | -------------- |
| Bokestraße 14 (Karte)                              | Bauernhaus   | | 094 02746          | Baudenkmal     | Bauernhaus     |
| Bokestraße 21 (Karte)                              | Bauernhaus   | | 094 02747          | Baudenkmal     | Bauernhaus     |
| Bokestraße 23 (Karte)                              | Wohnhaus     | | 094 02748          | Baudenkmal     | Wohnhaus       |
| Bokestraße 27 (Karte)                              | Bauernhaus   | | 094 02750          | Baudenkmal     | Bauernhaus     |
| Bokestraße 29 (Karte)                              | Wohnhaus     | | 094 02751          | Baudenkmal     | Wohnhaus       |
| Bokestraße 31 (Karte)                              | Wohnhaus     | | 094 02752          | Baudenkmal     | Wohnhaus       |
| Dorfstraße 19 (Karte)                              | Bauernhof    | | 094 00657          | Baudenkmal     | Weitere Bilder |
| Oehrenfelder Weg 2 (Karte)                         | Wohnhaus     | | 094 02761          | Baudenkmal     | Weitere Bilder |
| Oehrenfelder Weg 3, 5, 6 (Karte)                   | Häusergruppe | | 094 00638          | Denkmalbereich | Häusergruppe   |
| Straße der Republik 21, 22, 23, 24, 26, 30 (Karte) | Straßenzeile | Straßenzeile | 094 00762          | Denkmalbereich | Straßenzeile   |
| Straße der Republik 31 (Karte)                     | Wohnhaus     | Wohnhaus das Kulturdenkmal ist nicht mehr vorhanden, an seiner Stelle befindet sich zumindest seit 2024 ein Neubau | 094 00440          | Baudenkmal     | BW             |

### Drübeck
| Lage                                      | Bezeichnung | Beschreibung | Erfassungs- nummer | Ausweisungsart | Bild           |
| ----------------------------------------- | ----------- | --- | ------------------ | -------------- | -------------- |
| Am Kamp 14 (Karte)                        | Wohnhaus    | | 094 03180          | Baudenkmal     | Weitere Bilder |
| Am Kamp 18, 19 (Karte)                    | Wohnhaus    | | 094 03181          | Baudenkmal     | Weitere Bilder |
| Backhausgasse 2 (Karte)                   | Wohnhaus    | | 094 03204          | Baudenkmal     | Weitere Bilder |
| Backhausgasse 6 (Karte)                   | Bauernhaus  | | 094 03212          | Baudenkmal     | Weitere Bilder |
| Hauptstraße 5 (Karte)                     | Wohnhaus    | | 094 03208          | Baudenkmal     | Weitere Bilder |
| Hauptstraße 11 (Karte)                    | Wohnhaus    | | 094 03153          | Baudenkmal     | Weitere Bilder |
| Hauptstraße 22 (Karte)                    | Wohnhaus    | | 094 03155          | Baudenkmal     | Weitere Bilder |
| Hauptstraße 28 (Karte)                    | Bauernhaus  | | 094 03157          | Baudenkmal     | Weitere Bilder |
| Ilsenburger Straße 2 (Karte)              | Wohnhaus    | | 094 03368          | Baudenkmal     | Weitere Bilder |
| Ilsenburger Straße 4                      | Bauernhaus  | das ehemalige Kulturdenkmal ist nicht mehr vorhanden | 094 03206          | Baudenkmal     |                |
| Ilsenburger Straße 10 (Karte)             | Wohnhaus    | | 094 03205          | Baudenkmal     | Weitere Bilder |
| Mühlenwinkel 1 (Karte)                    | Wohnhaus    | | 094 03175          | Baudenkmal     | Weitere Bilder |
| Mühlenwinkel 8 (Karte)                    | Wohnhaus    | | 094 03176          | Baudenkmal     | Weitere Bilder |
| Mühlenwinkel 11 (Karte)                   | Bauernhaus  | | 094 03178          | Baudenkmal     | Weitere Bilder |
| Mühlenwinkel 12 (Karte)                   | Wohnhaus    | | 094 03179          | Baudenkmal     | Weitere Bilder |
| Osterbrink 17 (Karte)                     | Wohnhaus    | | 094 03173          | Baudenkmal     | Weitere Bilder |
| Schmiedestraße 1, 2, 2a, 3 bis 11 (Karte) | Straßenzug  | Durch eine Vielzahl ungenehmigter Veränderungen kam es zu einem Verlust der Denkmaleigenschaft. Die Austragung aus dem Denkmalverzeichnis erfolgte im Jahr 2016. | 094 03371          | Denkmalbereich | Weitere Bilder |
| Schmiedestraße 1 (Karte)                  | Wohnhaus    | | 094 03189          | Baudenkmal     | Weitere Bilder |
| Schmiedestraße 6 (Karte)                  | Wohnhaus    | | 094 03191          | Baudenkmal     | Weitere Bilder |
| Schmiedestraße 9 (Karte)                  | Wohnhaus    | das ehemalige Kulturdenkmal ist nicht mehr vorhanden | 094 03193          | Baudenkmal     | BW             |
| Steinweg 9 (Karte)                        | Wohnhaus    | | 094 03186          | Baudenkmal     | Weitere Bilder |

## Legende
In den Spalten befinden sich folgende Informationen:
- Lage: Nennt den Straßennamen und wenn vorhanden die Hausnummer des Kulturdenkmals. Die Grundsortierung der Liste erfolgt nach dieser Adresse. Der Link „Karte“ führt zu verschiedenen Kartendarstellungen und nennt die geographischen Koordinaten.
Link zu einem Kartenansichtstool, um Koordinaten zu setzen. In der Kartenansicht sind Baudenkmale ohne Koordinaten mit einem roten bzw. orangen Marker dargestellt und können in der Karte gesetzt werden. Baudenkmale ohne Bild sind mit einem blauen bzw. roten Marker gekennzeichnet, Baudenkmale mit Bild mit einem grünen bzw. orangen Marker.
- Offizielle Bezeichnung: Nennt den Namen, die Bezeichnung oder zumindest die Art des Kulturdenkmals und verlinkt, soweit vorhanden, auf den Artikel zum Objekt.
- Beschreibung: Nennt bauliche und geschichtliche Einzelheiten des Kulturdenkmals, vorzugsweise die Denkmaleigenschaften.
- Erfassungsnummer: Für jedes Kulturdenkmal wird in Sachsen-Anhalt eine 20stellige Erfassungsnummer vergeben. Die letzten zwölf Ziffern werden für die Untergliederung nach Teilobjekten genutzt und werden nur angegeben, soweit vergeben. In dieser Spalte kann sich folgendes Icon  befinden, dies führt zu Angaben zu diesem Baudenkmal bei Wikidata.
- Ausweisungsart: Die Einordnung des Denkmales nach § 2 Abs. 2 DenkmSchG LSA
- Bild: Ein Bild des Denkmales, und gegebenenfalls einen Link zu weiteren Fotos des Kulturdenkmals im Medienarchiv Wikimedia Commons. Wenn man auf das Kamerasymbol klickt, können Fotos zu Kulturdenkmalen aus dieser Liste hochgeladen werden: